# Frye Island (Maine)
Frye Island est une ville américaine située dans le Comté de Cumberland, dans le Maine. Selon le recensement de 2020, sa population est de 5 habitants.

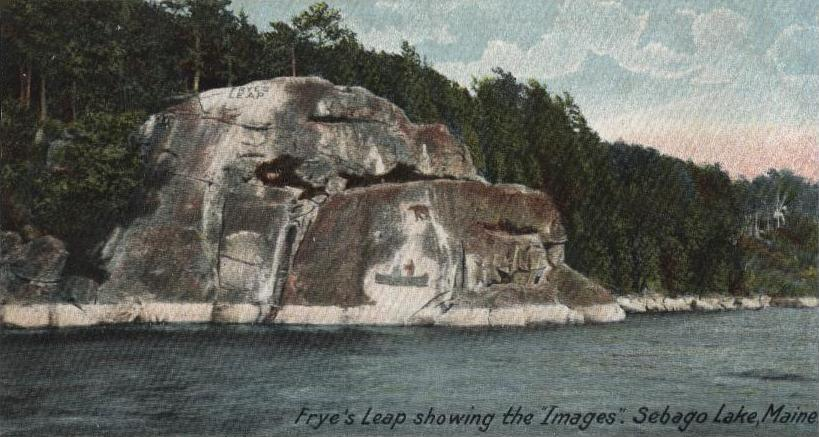
Frye's Leap vers 1905